# Deborah Reed
Deborah Reed (de soltera Brown; Detroit, 7 de noviembre de 1963) es una escritora estadounidense.

## Biografía
Se graduó de la escuela secundaria John Glenn en 1981 en Westland, Míchigan. En 1997, se graduó summa cum laude con una licenciatura de la Universidad Estatal de Oregón. En 2012, se graduó con una maestría en escritura creativa de la Pacific University. Es autora de cinco novelas con su propio nombre y dos thrillers con el seudónimo de Audrey Braun. Vive en Manzanita, Oregón, donde es propietaria y administra una librería local.

## Obras
Ficción
- Carry Yourself Back to Me, 2011
- Things We Set on Fire, 2013
- Komm wieder zurück: Roman (Edición alemana), 2013
- Was nach dem Feuer bleibt (Edición alemana), 2014
- Olivay, 2015
- The Days When Birds Come Back, 2018 [8][9]
- Pale Morning Light with Violet Swan, 2020

Ficción como Audrey Braun 
- A Small Fortune, 2011
- Fortune's Deadly Descent, 2012

No ficción, ensayos, entrevistas
- «The Art of Reading Per Petterson: Finding Appalachia in a Norwegian Novel»[11]
- «What the Dog Knows» [12]